# Enrico Clerici
Enrico Clerici (Roma, 15 ottobre 1862 – Roma, 26 agosto 1938) è stato un mineralogista italiano.
Inventore della soluzione di Clerici, che fornisce una separazione meccanica ideale dei minerali.

## Biografia
Enrico Clerici nacque a Roma il 15 ottobre 1862. Fu il primogenito dello scultore milanese Giovanni Leone Clerici e Paola Maria Mastrodonato.
Enrico Clerici studiò prima presso la scuola tecnica, e poi presso l'istituto tecnico, dove il suo insegnante era l'eminente geologo P. Mantovani. In seguito si laureò presso la facoltà di ingegneria dell'Università, ottenendo una laurea nel 1888. Giovanissimo, ancora studente, Enrico partecipò alla ricerca geologica e pubblicò la sua prima opera a Roma nel 1885, commentando le formazioni quaternarie nei dintorni di Roma. Questi commenti sono stati seguiti da altri lavori, anch'essi pubblicati da lui prima della laurea. Sentendo un forte interesse per la geologia, Clerici decise di approfondire le sue conoscenze nel campo delle scienze naturali e nel 1892 ottenne un'altra laurea nel campo delle scienze naturali.
Per trent'anni, dal 1885 al 1915, insegnò elettricità alla "Galileo Ferraris", scuola di Roma. Contemporaneamente, dal 1896 al 1899, S. Clerici insegnò anche mineralogia e geologia alla scuola dell'istituto sperimentale agricolo di Perugia. Ricevette il titolo di professore di geologia nel 1902, dal 1928 al 1934 insegnò un corso di geologia all'Università di Roma come vice professore A. Martelli. Tuttavia, la maggior parte delle sue attività si svolse principalmente nei dipartimenti scientifici del Ministero dell'agricoltura, dell'industria e del commercio, e poi nel servizio minerario dell'allora Ministero dell'Industria, dove divenne ispettore generale, e poi, fino alla pensione del 1930, ricoprì la carica di direttore generale.
Morì a Roma il 26 agosto 1938.

## Contributi scientifici
Il vasto patrimonio scientifico di E. Clerici comprende oltre 170 pubblicazioni.
L'attività scientifica di Clerici è caratterizzata, da un lato, da un rigoroso approccio fisico e matematico e, dall'altro, da una vasta conoscenza della scienza naturale, che gli ha permesso di essere non solo un esperto in geologia generale, ma anche un esperto serio nel campo della paleontologia e della mineralogia . Essendo acuto e preciso nelle osservazioni sul campo, Enrico Clerici fu allo stesso tempo uno sperimentatore di laboratorio molto esperto e pieno di risorse. Gli piaceva comunicare con i giovani, con i quali condivideva volentieri le sue conoscenze e l'entusiasmo scientifico di un naturalista.
La parte principale del suo lavoro scientifico consisteva nello studio della geologia del Quaternario nella zona di Roma e nella province della Campania nel suo complesso. Esplorò le formazioni vulcaniche della province del Lazio, in particolare, i depositi locali di tufi. Clerici fece importanti scoperte nei campi della paleobotanica, della mineralogia e nella scoperta di nuovi giacimenti minerari.
Il suo contributo scientifico più noto, sia in Italia che all'estero, fu l'invenzione nel 1907 della cosiddetta soluzione di Clerici, ideale per la separazione dei minerali. Essa è una miscela di tallio formiato (Tl (CHO 2) e tallio malonato (Tl (C3H3O4) in acqua.
 La soluzione di Clerici cambia significativamente la sua densità in base alla temperatura: da 4.067 g / cm³ a 12 °C a più di 5 g / cm³ a 100 °C. Questa proprietà era ideale per la separazione meccanica dei minerali. La soluzione è ancora usata in mineralogia.
Il contributo di Clerici allo studio degli indici di rifrazione di liquidi e solidi usando un microscopio progettato per riconoscere i minerali è meno noto.
Clerici era membro della Società Geologica Italiana, dell'Istituto Geologico e Geofisico, nonché di altre società scientifiche (ad esempio, la Pontificia accademia delle scienze).